# Daniele Emmanuello
Daniele Salvatore Emmanuello (Gela, 23 luglio 1963 – Villarosa, 3 dicembre 2007) è stato un mafioso italiano affiliato a Cosa nostra.

## Biografia
Soprannominato il "Boss dei ragazzini", in quanto li utilizzava come killer, era nipote del boss Angelo Emmanuello (detto "u' furmiculuni"), ucciso nel corso della faida contro il clan Iocolano-Iannì-Cavallo della Stidda. Fu così che Emmanuello, insieme ai fratelli Alessandro, Nunzio e Davide, si alleò con il clan dei Rinzivillo (fedelissimi del boss Giuseppe "Piddu" Madonia) e venne così ammesso in Cosa Nostra gelese, continuando il conflitto contro gli avversari della Stidda che raggiunse l'apice di violenze ed omicidi nel 1990.
Nell'ottobre 1988 i quattro fratelli Emmanuello vennero arrestati perché ritenuti responsabili della cosiddetta «strage di piazza Salandra», organizzata il mese precedente per eliminare un rivale stiddaro ma che si concluse con l'uccisione della casalinga Grazia Scimé, colpita per sbaglio dai proiettili (per quest'omicidio nel 2011 sarà condannato all'ergastolo soltanto Alessandro Emmanuello). L'anno successivo, i quattro fratelli vennero inviati al soggiorno obbligato a Genova, dove formarono una «decina» gelese dedita al traffico di stupefacenti e al gioco d'azzardo: nel 1991 a Bolzaneto il calabrese Luciano Gaglianò venne freddato a colpi di pistola per una partita di cocaina non pagata, omicidio per cui Daniele Emmanuello venne assolto mentre gli altri fratelli vennero condannati all'ergastolo come mandanti nel 2006.
Entrò in latitanza nel 1996, quando gli investigatori lo ricercavano per l'omicidio di uno dei luogotenenti dei Rinzivillo, Maurizio Morreale (delitto per il quale verrà condannato all'ergastolo). La guerra contro gli ex alleati Rinzivillo sarebbe iniziata però soltanto nel 1999, provacando diversi omicidi a Gela tra cui quello di Emanuele Trubia e del suo guardaspalle Salvatore Sultano (affiliati di spicco al clan Rinzivillo), trucidati quell'anno in un salone da barba, che costò un'altra condanna all'ergastolo ad Emmanuello. Per questi motivi venne considerato uno dei più pericolosi fuggiaschi italiani, tanto da essere inserito nella lista dei 30 più ricercati del Ministero dell'interno.
Nel 2004, a seguito delle dichiarazioni del collaboratore di giustizia Ciro Vara, Emmanuello venne accusato insieme al fratello Alessandro di essere uno dei carcerieri del piccolo Giuseppe Di Matteo (rapito nel 1993 per indurre il padre a ritrattare e poi ucciso e sciolto nell'acido tre anni dopo) ma i due fratelli vennero assolti nel 2006.
Nel 2006 l'allora sindaco di Gela Rosario Crocetta licenziò la moglie di Emmanuello, Virginia Di Fede, che era stata assunta al Comune grazie al "reddito minimo di inserimento", sulla base di una relazione della Questura di Caltanissetta che definiva il suo tenore di vita "alto e certamente non giustificato". Crocetta difese la sua scelta, affermando di «non trovare giusto che la moglie di un latitante miliardario tolga il posto ad un disoccupato.»
Durante un blitz della polizia nell'ennese del gennaio 2007 era riuscito a scappare, non così nel conflitto a fuoco del 3 dicembre 2007, quando è stato invece raggiunto dai colpi esplosi dagli agenti, morendo sul colpo.